# Giraffokeryx
Giraffokeryx és un gènere extint de giràfid de mida mitjana, que visqué durant el Miocè en el subcontinent indi i Euràsia. Fou descrit per Pilgrim el 1910.
Es distingeix de la resta de giràfids per que tenien 4 ossicons al cap; un parell a l'altura dels ulls, en l'os frontal i un altre parell per darrere, en l'os parietal, sobre les fosses temporals. Tenia una dentició amb braquiodòncia, d'arrels baixes, com la resta de giràfids i unes potes i peülles de llargada mitja. Se n'han trobat restes fòssils al Nepal, el Pakistan i Rússia.
Giraffokeryx és considerat monotípic per la majoria d'autors, principalment per l'espècie G. punjabiensis, però altres espècies s'han assignat a aquest gènere:
- G. chinjensis fou assignat inicialment a aquest gènere, però reclassificat posteriorment dins l'espècie extinta Giraffa priscilla. La distribució d'aquesta última i G. punjabiensis indica que l'Himàlaia encara no exercia com a barrera natural per a la dispersió de la fauna durant el Miocè mitjà.[4]
- G. anatoliensis, el registre del qual consta d'un crani parcial amb un post-orbital i una dent aïllada trobats a Turquia, tingué uns ossicons més curts i menys inclinats que G. punjabiensis.[5]

Giraffokeryx tingué un aspecte similar a un ocapi o a una girafa petita, essent un possible avantpassat de les dues espècies.